# کاساس د خوان نونیس
کاساس د خوان نونیاس (به اسپانیایی: Casas de Juan Núñez) دهستانی در استان آلباستهٔ اسپانیا است.
در این دهستان ۱۳۴۰ نفر زندگی می‌کنند. مساحت این دهستان ۸۸٫۸۷ کیلومتر مربع است.